# Mars, Incorporated
Mars, Incorporated (afgekort Mars, Inc.) is een Amerikaans bedrijf dat voornamelijk bekend is van het snoepgoed dat het produceert. Het bedrijf was in Europa actief onder de naam Masterfoods, maar sinds september 2007 heet het ook in Europa "Mars". 
Het Amerikaanse hoofdkwartier van Mars staat in Hackettstown (New Jersey). Het internationale hoofdkwartier is gevestigd in McLean in de staat Virginia. Het Europese hoofdkwartier is gevestigd in Zaventem (België). In Nederland heeft het vestigingen in Veghel en Oud-Beijerland. Het bedrijf is eigendom van de familie Mars en is niet beursgenoteerd.

## Geschiedenis
Het bedrijf is in 1911 opgericht door Frank Mars (1883-1934) en zijn vrouw Ethel, te Tacoma in de deelstaat Washington. Hier maakten ze boteroliesnoepjes. Na een bezoek aan een apotheek, samen met zijn zoon, besloot Frank om chocoladerepen te gaan maken. In 1923 volgde de eerste chocoladereep die "Milky Way" genoemd (later werd hij in Europa uitgebracht onder de naam "Mars"). Spoedig volgde onder meer de reep "3 Musketeers", die in Europa werd uitgebracht onder de naam "Milky Way".
In 1932 vertrok zijn zoon Forrest E. Mars Sr. (1903-1999) naar Engeland. Hier werd in 1935 de eerste overname gedaan op het gebied van dierenvoeding, Chappel Brothers, Ltd., de maker van Chappie hondenvoeding in blik. Vier jaar later werd voeding voor katten toegevoegd aan het assortiment, dit onder de merknaam Kitekat. In 1940 keerde Forrest terug en hetzelfde jaar werd M&M's geïntroduceerd op de Amerikaanse markt.
In 1986 wordt DoveBar International overgenomen. Dit Amerikaanse bedrijf verkoopt ijs en andere diepvriesproducten. In 1991 werd het bedrijf actief in Rusland en andere voormalige Oostbloklanden. In 1993 werd de eerste vestiging in de Volksrepubliek China geopend.
In 2008 werd Wm. Wrigley Jr. Company overgenomen voor US$ 23 miljard. Wrigley had een jaaromzet van ruim vijf miljard dollar en is wereldleider op het gebied van kauwgom en snoepgoed. Bekende merknamen van Wrigley zijn Extra, Orbit en Eclipse kauwgom en snoepgoed als LifeSavers en Altoids.
In 2016 overleed Forrest E. Mars, Jr., hij was 84 jaar oud. Na zijn overlijden namen de kinderen het bedrijf over. Onder de twee broers steeg de jaaromzet van US$ 1 miljard naar US$ 35 miljard.
In augustus 2024 maakte Mars bekend Kellanova te willen overnemen. Het bedrijf is bereid hiervoor US$ 36 miljard te betalen. Met de overname voegt Mars diverse merknamen toe, zoals Pringles en Cheez-It. Kellanova had in 2023 een omzet van US$ 13 miljard en heeft 23.000 medewerkers.

## Activiteiten
Mars wereldwijd actief. Het bedrijf richt zich op:
- Snacks, met merken als M&M's en Snickers;
- Dierenvoeding, Pedigree en Whiskas
- Voeding en voedingssupplementen.

Andere merknamen zijn: Balisto, Ben's Original (voorheen Uncle Ben's), Bounty, Catisfactions, Celebrations, Cesar, Clix, Combo's, Delight, Dolmio, Dove (snoep, niet de cosmetica), Ethel-M, Flavia, Freedent, Frolic, Galaxy, Kudos, Maltesers, Miracoli, Perfect Fit, Royal Canin, Sheba, Skittles, Starburst, Suzi Wan, Twix, Waltham en AniCura.

### Productielocaties in Europa

#### Nederland
- Eind 1961 besloot Mars een vestiging te Veghel te openen. De Nederlandse naamloze vennootschap viel onder Mars, Inc., via Mars Ltd te Slough. Bij de Nederlandse vestiging hoorden ook verkoopkantoren te Düsseldorf, Brussel en Parijs. Mars Veghel startte met 41 werknemers in 1962, maar was het jaar erop al de een na grootste lokale werkgever met 384 medewerkers terwijl bovendien voor toelevering, onderhoud etc. veelal lokale bedrijven werden ingeschakeld. Er worden zoetwaren geproduceerd en de verkoopdivisie is er gevestigd. Op de producten geproduceerd in deze fabriek staan de letters VEG. Het is de grootste chocoladerepenfabriek ter wereld met een productie van ruim een miljoen repen per uur, circa 9 miljard per jaar.[8]
- Te Oud-Beijerland produceert Mars voeding, vooral sauzen onder de naam Ben's Original.

#### België
Mars is gevestigd in Olen. De verkoopdivisie is gevestigd in Zaventem. In Olen worden maaltijden (Ben's Original-rijst) gemaakt.

#### Overig Europa
- Duitsland: Viersen; Verden (Aller) (huisdiervoeders)
- Frankrijk: Saint-Denis-de-l'Hôtel (hoofdkantoor), Haguenau
- Oostenrijk: Breitenbrunn
- Polen: Sochaczew
- Rusland: Stoepino
- Tsjechische Republiek: Poříčí nad Sázavou (zoetwaren zonder chocolade)
- Verenigd Koninkrijk: Slough, King's Lynn en Milton Keynes